# Francis Dolan Collins

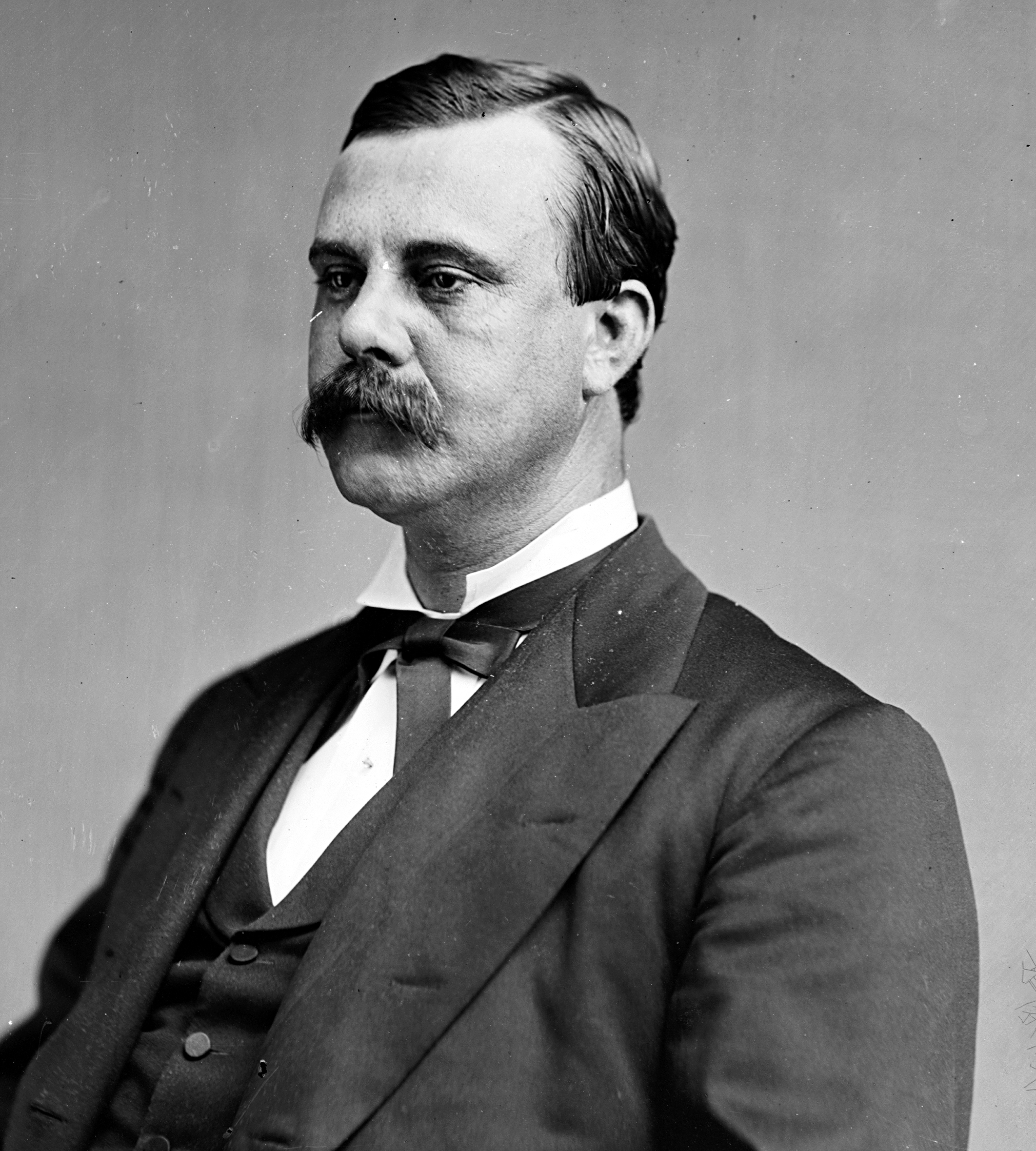
Francis Dolan Collins

Francis Dolan Collins (* 5. März 1841 in Saugerties, Ulster County, New York; † 21. November 1891 in Scranton, Pennsylvania) war ein US-amerikanischer Politiker. Zwischen 1875 und 1879 vertrat er den Bundesstaat Pennsylvania im US-Repräsentantenhaus.

## Werdegang
Francis Collins besuchte das St. Joseph’s College nahe Montrose in Pennsylvania und danach das Wyoming Seminary in Kingston. Nach einem anschließenden Jurastudium und seiner 1866 erfolgten Zulassung als Rechtsanwalt begann er in Scranton in diesem Beruf zu arbeiten. Im Jahr 1869 wurde er zum Bezirksstaatsanwalt gewählt. Politisch wurde er Mitglied der Demokratischen Partei. Von 1872 bis 1874 gehörte er dem Senat von Pennsylvania an.
Bei den Kongresswahlen des Jahres 1874 wurde Collins im elften Wahlbezirk von Pennsylvania in das US-Repräsentantenhaus in Washington, D.C. gewählt, wo er am 4. März 1875 die Nachfolge von John Brutzman Storm antrat. Nach einer Wiederwahl konnte er bis zum 3. März 1879 zwei Legislaturperioden im Kongress absolvieren. Nach seiner Zeit im US-Repräsentantenhaus praktizierte Collins wieder als Anwalt. Er starb am 21. November 1891 in Scranton, wo er auch beigesetzt wurde.